# Spoilers of the Plains
Spoilers of the Plains è un film del 1951 diretto da William Witney.
È un film d'avventura statunitense a sfondo musicale e western con Roy Rogers, Penny Edwards e Gordon Jones. Il film poggia su elementi vagamenti fantaspionistici dato che Rogers combatte contro un gruppo di spie di un paese nemico che intendono distruggere un satellite meteorologico sulla rampa di lancio.

## Produzione
Il film, diretto da William Witney su una sceneggiatura di Sloan Nibley, fu prodotto da Edward J. White, come produttore associato, per la Republic Pictures e girato nel ranch di Corriganville a Simi Valley e nell'Iverson Ranch a Chatsworth in California.

## Colonna sonora
- Happy Trails in Sunshine Valley - scritta da Foy Willing
- It's A Lead Pipe Cinch - scritta da Jack Elliott
- It's An Old Spanish Custom - scritta da Jack Elliott, parole di Aaron González
- Rainbow Over Texas - scritta da Jack Elliott

## Distribuzione
Il film fu distribuito negli Stati Uniti dal 2 febbraio 1951 al cinema dalla Republic Pictures. È stato distribuito anche in Brasile con il titolo Foguete Misterioso e in Cile con il titolo La patrulla de los cohetes.

## Critica
Secondo Fantafilm
il film "può scandalizzare i puristi del western, poco disposti a mischiare le colt 45 e gli stetson con le automobili, con i telefoni, con la luce elettrica o addirittura con i missili a lunga gittata, ma la risposta del pubblico americano è stata molto favorevole".

## Promozione
Le tagline sono:
- "ROY'S ON THE TRAIL AGAIN!...Here's Real-Time, Big-Time Rogers' Excitement!".
- "IT'S ROY ROGERS THRILL TIME!...Riding the range in his most daring...most exciting...most dangerous blazing adventure!".
- "THERE'S TROUBLE ON THE WESTERN PLAINS...And Roy's Right In The Thick Of It!".
- "ROY'S GREAT NEW THRILL ADVENTURE! Guns blazing and fists flying as Roy and the gang round up a traitorous pack of Uncle Sam's enemies!".